# 10 años berrando
10 años berrando es un álbum recopilatorio del grupo asturiano Los Berrones, publicado por Santo Grial Producciones en 1999. El álbum incluye regrabaciones de las canciones más populares del grupo y fue publicado coincidiendo con el décimo aniversario del origen de Los Berrones.

## Lista de canciones
| N.º | Título                        | Duración |  |
| 1.  | «Chacho»                      |          |  |
| 2.  | «Nun yes tu»                  |          |  |
| 3.  | «La de la escuela»            |          |  |
| 4.  | «Calcar na tená»              |          |  |
| 5.  | «La de les vacaciones»        |          |  |
| 6.  | «¿Lo tuyo cómo ye?»           |          |  |
| 7.  | «Agárrate al mangu»           |          |  |
| 8.  | «Nun me toques les campanes»  |          |  |
| 9.  | «Manolo, por favor»           |          |  |
| 10. | «Doite un güevu»              |          |  |
| 11. | «El mio pueblu»               |          |  |
| 12. | «La de la tele»               |          |  |
| 13. | «La de Sindo'l cabreru»       |          |  |
| 14. | «La del estudiante»           |          |  |
| 15. | «Le grand cochon»             |          |  |
| 16. | «Chacho» (Versión agro-house) |          |  |